# Alessandro d’Este
Alessandro d’Este (ur. 5 maja 1568 w Ferrarze, zm. 13 maja 1624 w Rzymie) – włoski kardynał.

## Życiorys
Urodził się 5 maja 1568 roku w Ferrarze, jako nieślubny syn Alphonsa d'Este i Violante Segni. Studiował literaturę piękną, łacinę, włoski, hiszpański i francuski w Padwie. W 1587 roku został archiprezbiterem w Bondeno. 3 marca 1599 został kreowany kardynałem diakonem i otrzymał diakonię Sant’Adriano al Foro. Udzielono mu początkowo dwuletniej dyspensy ze względu na brak święceń subdiakonatu i diakonatu, która była kilkukrotnie przedłużana. W 1611 roku został kardynałem-protektorem Hiszpanii. 13 października 1621 roku został wybrany biskupem Reggio nell’Emilia, a pięć dni później otrzymał święcenia kapłańskie. 3 kwietnia 1622 przyjął sakrę, a 2 października 1623 roku został podniesiony do rangi kardynała prezbitera i otrzymał kościół tytularny S. Mariae de Pace. W latach 1621–1623 pełnił także funkcję protodiakona. Zmarł 13 maja 1624 roku w Rzymie.